# فرناندو ميرا
فرناندو جوزيه دا سيلفا فريتاس ميرا (بالبرتغالية: Fernando José Silva Freitas Meira‏)، من مواليد 5 يونيو 1978 في غيماريش في البرتغال، لاعب كرة قدم برتغالي.
بدأ مسيرته الكروية مع نادي فيتوريا في عام 1995، ولعب معهم حتى عام 1998، وشارك معهم في 22 مباراة، وفي موسم 1998/1999 لعب مع نادي فيلغويراس، وشارك معهم في 33 مباراة، وفي موسم 1999/2000 انتقل إلى نادي فيتوريا، شارك معهم في 30 مباراة وسجل هدفين، وفي موسم 2000/2001 انتقل إلى نادي بنفيكا، ولعب معهم 46 مباراة وسجل هدفين، ومنذ عام 2001 وهو يلعب مع نادي شتوتغارت الألماني.
بدأ باللعب مع منتخب البرتغال لكرة القدم في عام 2000.

## مسيرته الكروية
لعب فرناندو ميرا خلال مسيرته الاحترافية مع 7 أندية في تسعة عشر موسمًا وسجل خلالها 16 هدفًا ضمن 372 مباراة. حيث فاز في موسم واحد بالكأس وفي ثلاثة مواسم بالدوري.
خاض فرناندو ميرا مسيرته مع نادي فيتوريا دي غيماريش في موسم 1995–96 في المرة الأولى واستمر معه طيلة ثلاثة مواسم ثم في موسم 1999–00 لمدة موسم واحد، مشاركًا طوالها في 53 مباراة سجل خلالها هدفين. ثم انتقل إلى F.C. Felgueiras ‏ في موسم 1998–99 لمدة موسم واحد، حيث شارك في 33 مباراة ولم يسجل أي هدف. لينتقل بعدها إلى نادي بنفيكا في موسم 2000–01 ولمدة موسمين، مشاركًا في 46 مباراة سجل خلالها هدفين. ثم انتقل إلى نادي شتوتغارت في موسم 2001–02 ليلعب معه سبعة مواسم، مشاركًا في 173 مباراة سجل خلالها 11 هدفًا. هذا وانتقل لاحقًا إلى نادي غلطة سراي في موسم 2008–09 لمدة موسم واحد، مشاركًا في 21 مباراة ولم يسجل أي هدف. ثم انتقل بعدها إلى نادي زينيت سانت بطرسبرغ في موسم 2009 واستمر معه طيلة ثلاثة مواسم، مشاركًا في 34 مباراة سجل خلالها هدفًا واحدًا. ليعود وينتقل من جديد، لكن هذه المرة إلى نادي ريال سرقسطة في موسم 2011–12 لمدة موسم واحد، مشاركًا في 12 مباراة ولم يسجل أي هدف.

## روابط خارجية
- فرناندو ميرا على موقع الاتحاد الدولي (مؤرشف)  (الإنجليزية)
- فرناندو ميرا على موقع اتحاد تركيا (لاعب) (الإنجليزية)
- فرناندو ميرا على موقع قاعدة بيانات كرة القدم.إي يو (الإنجليزية)
- فرناندو ميرا على موقع بيانات كرة القدم. دي إي (الألمانية)
- فرناندو ميرا على موقع ناشيونال فوتبول تيمز (الإنجليزية)
- فرناندو ميرا على موقع Soccerway.com (الإنجليزية)
- فرناندو ميرا على موقع عالم كرة القدم.نت (الإنجليزية)
- فرناندو ميرا على موقع أوليمبيديا (الإنجليزية)